# Salsa fuliginata
Espèce
Synonymes
- Epeira fuliginata L. Koch, 1872
- Cyclosa fuliginata (L. Koch, 1872)
- Epeira rubicundula Keyserling, 1887

Salsa fuliginata est une espèce d'araignées aranéomorphes de la famille des Araneidae.

## Distribution
Cette espèce se rencontre en Australie en Nouvelle-Galles du Sud, en Australie-Méridionale, au Victoria et en Tasmanie.
Elle a été introduite en Nouvelle-Zélande.

## Description
Le mâle décrit par Framenau et Castanheira en 2022 mesure 3,2 mm et la femelle 9,0 mm, les mâles mesurent de 3,2 à 5,5 mm et les femelles de 4,5 à 9,2 mm.

## Systématique et taxinomie
Cette espèce a été décrite sous le protonyme Epeira fuliginata par L. Koch en 1872. Elle est placée dans le genre Araneus par Simon en 1895, dans le genre Cyclosa par Dondale en 1966 puis dans le genre Salsa par Framenau et Castanheira en 2022.
Epeira rubicundula a été placée en synonymie par Framenau et Castanheira en 2022.

## Publication originale
- L. Koch, 1872 : Die Arachniden Australiens, nach der Natur beschrieben und abgebildet. Nürnberg, vol. 1, p. 105-368 (texte intégral).